# Gamla stan

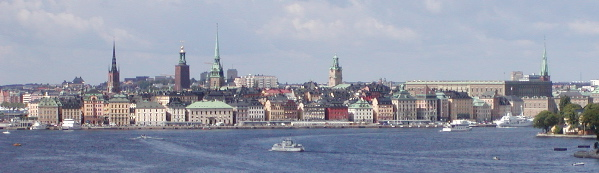
Gamla stan a kikötőből nézve

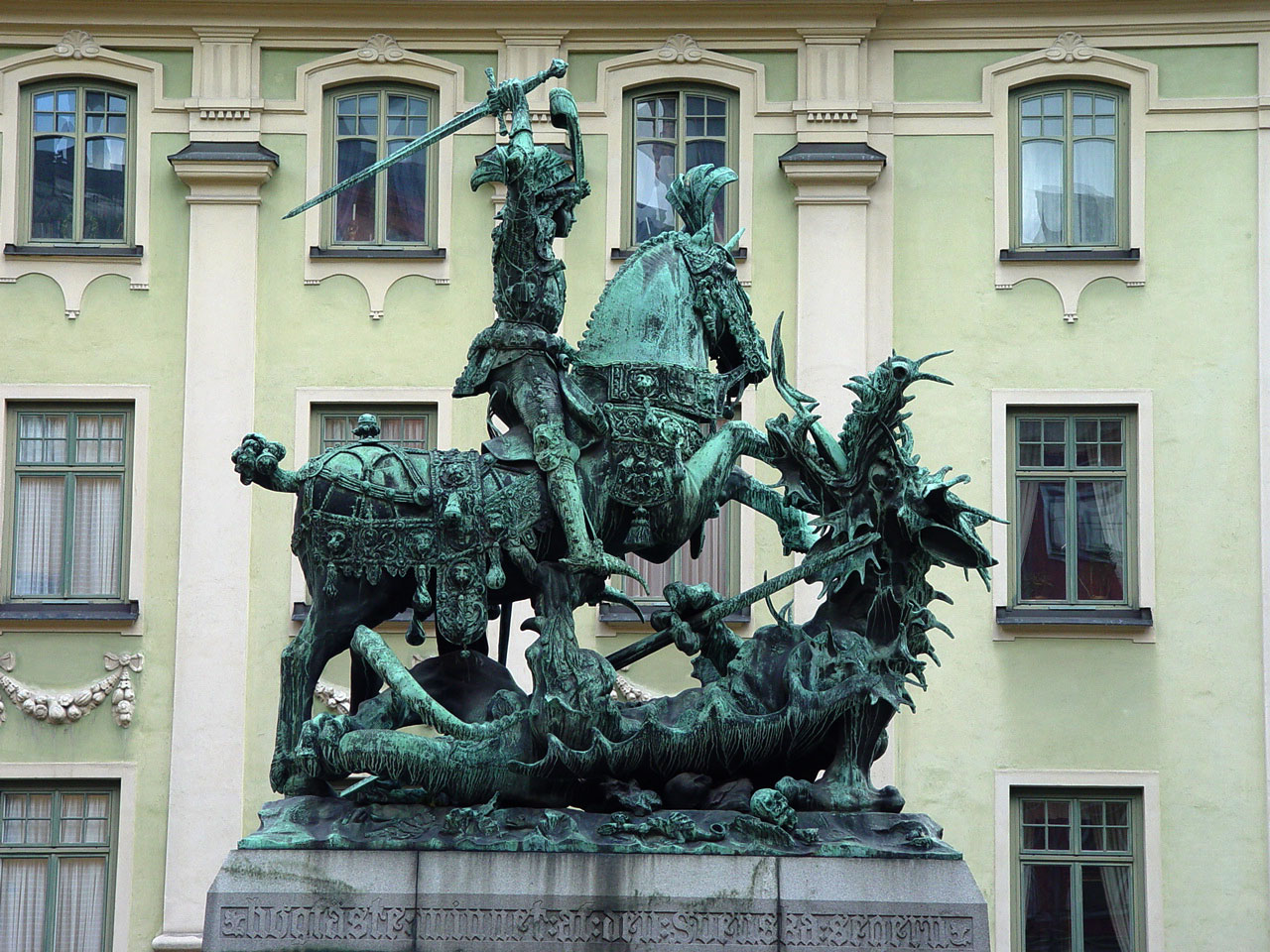
Szent György szobra a sárkánnyal

Gamla stan Stockholm óvárosa. Legnagyobb része a Stadsholmen szigeten terül el, de még beletartozik Riddarholmen és Helgeandsholmen is. Az óvárost még a „hidak közti város”-nak is nevezik.
A várost a 13. században kezdték el építeni. Középkori sikátorok, kövezett utcácskák és régimódi építészeti stílus jellemzi. A lakosság többsége német volt, így az észak-germán építészet nagyban befolyásolta a várost.
A Stortorget a legnagyobb tere az óvárosnak, amelyet régi kereskedők házai vesznek körül. Itt van a Stockholmi Börze is. Ezen a téren végeztette ki II. Keresztély dán király a svéd nemességet 1520. november 7-én. Az ezt követő lázadás a kalmari unió felbomlásához és I. Gusztáv Vasa királlyá választásához vezetett.
Az óvárosban található a katedrális, a Nobel Múzeum, a Riddarholm-templom (a lovagok temploma), a királyi palota (amelyet 1790-ben építettek, miután a Tre Kronor palota leégett). Sárkányölő Szent György szobra megtalálható a Riddarholmskyrkan előtt.